# 2008-as amatőr ökölvívó-Európa-bajnokság
A 37. amatőr ökölvívó-Európa-bajnokság
- Helyszín: Liverpool, Anglia.
- Időpont: 2008. november 5–15.
- A  Európa-bajnokságokon a küzdelmek egyenes kieséses rendszerben zajlanak és mindkét elődöntő vesztese bronzérmet kap.

## Érmesek
- Káté Gyula ezüstérmet szerzett kisváltósúlyban.
- Darmos József  bronzérmet szerzett nehézsúlyban.
- Varga Miklós  bronzérmet szerzett könnyűsúlyban.
- Ungvári István  bronzérmet szerzett papírsúlyban.

| 2006. évi amatőr ökölvívó-Európa-bajnokság érmesei |                                       |                                          |                                                                 |
| Versenyszám                                        | Arany                                 | Ezüst                                    | Bronz                                                           |
| Szupernehézsúly                                    | Kubrat Pulev (Bulgária)               | Gyenyisz Szergejev (Oroszország)         | Roman Kapitonenko (Ukrajna) Memnun Hadžić (Bosznia-Hercegovina) |
| Nehézsúly                                          | Jegor Mehoncev (Oroszország)          | Colak Ananikjan (Örményország)           | Petrisor Gananau (Románia) Darmos József Magyarország           |
| Félnehézsúly                                       | Olekszandr Uszik (Ukrajna)            | Szergej Karnejiu (Fehéroroszország)      | Nikolajs Grishunins (Lettország) Rene Krause (Németország)      |
| Középsúly                                          | Ivan Szenaj (Ukrajna)                 | Makszim Koptyakov (Oroszország)          | Eamon O’Kane (Írország) Victor Cotiujanshiu (Moldova)           |
| Váltósúly                                          | Magomed Nurutdinov (Fehéroroszország) | Jack Culcay-Keth (Németország)           | Abdülkadir Köroğlu (Törökország) Jaoid Chigeur (Franciaország)  |
| Kisváltósúly                                       | Eduard Hambardzsumjan (Örményország)  | Káté Gyula (Magyarország)                | John Joe Joyce (Írország) Marcin Legowski (Lengyelország)       |
| Könnyűsúly                                         | Leonyid Kosztilev (Oroszország)       | Vazgen Szafarjanc (Fehéroroszország)     | Ross Hickey (Írország) Varga Miklós (Magyarország)              |
| Pehelysúly                                         | Vaszil Lomacsenko (Ukrajna)           | Araik Ambarcumov (Oroszország)           | Hicham Ziouti (Franciaország) Bashir Hassan (Svédország)        |
| Harmatsúly                                         | Luke Campbell (Anglia)                | Detelin Dalaklijev (Bulgária)            | Denis Makarov (Németország) Andrew Selby (Wales)                |
| Légsúly                                            | Heorhij Csihajev (Ukrajna)            | Salomo N’tuve (Svédország)               | Alexandr Riscan (Moldova) Munin Veli (Macedónia)                |
| Papírsúly                                          | Hovhannesz Danieljan (Örményország)   | Jose de la Nieve Linares (Spanyolország) | Ungvári István (Magyarország) Ferhat Pehlivan (Törökország)     |